# Пальмін Ліодор Іванович
Пальмін Ліодор Іванович (15 (27) травня 1841, маєток в Ярославській губернії, за іншими відомостями Санкт-Петербург — 26 жовтня (7 листопада) 1891, Москва) — російський поет і перекладач.

## Біографія
Народився в старовинній збіднілій дворянській родині. Навчався на Юридичному факультеті Санкт-Петербурзького університету. У 1861 році був заарештований за участь у студентських заворушеннях, ув'язнений у Петропавловську фортецю, після звільнення виключений з університету. Займався нерегулярною літературною роботою.
В середині 1860-х років зблизився з В. С. Курочкіним і його оточенням. У 1869 році оселився в Москві. Брав участь в різних, переважно гумористичних журналах.

Познайомив А. П. Чехова з М. О. Лейкіним.
У пресі дебютував перекладом з французької мови, опублікованому в 1859 році в журналі для дівчат «Промені», що видавався О. Й. Ішімовою.
В середині 1860-х років співпрацював в демократичних виданнях «Будильник», «Дело», «Жіночий вісник» та інших. У 1863—1868 роках був одним з найбільш активних співробітників журналу «Іскра».
Перекладав вірші польських поетів Адама Міцкевича, Владислава Сирокомлі, також Генріха Гейне, «Ворон» Едгара По. Спільно з В. М. Лавровим переклав «Американські нариси» Генріка Сенкевича (1883). Пальміну належать також переробки на російський лад «гумористичних романів» німецького поета і карикатуриста Вільгельма Буша: «Подружні таємниці» (1881), «Радий би в рай, та гріхи не пускають. Пригоди ідеаліста» (1886), «Витівки пустуна» (1890).
Автор перекладів лібрето опер «Тангейзер» Ріхарда Вагнера (1876), «Дон Карлос» (1876) і «Трубадур» (1878) Джузеппе Верді.